# Konpeitō
Konpeitō (jap. 金平糖, コンペイトー), także zapisywane jako  kompeitō – japońskie cukierki. Często są barwione, ale niearomatyzowane.

## Historia
Słowo konpeitō pochodzi od portugalskiego słowa confeito (pol. „cukierek”). Ta technika wytwarzania cukierków została wprowadzona do Japonii na początku XVI wieku przez portugalskich kupców. Infrastruktura i technologia rafinacji cukru nie istniały w ówczesnej Japonii. Jako że do produkcji konpeitō zużywa się dużych ilości cukru, w wyniku tego były ono bardzo rzadkie i drogie. W 1569 roku Luís Frois, portugalski misjonarz, zaprezentował szklaną kolbę z konpeitō Nobunadze Odzie w celu uzyskania zezwolenia na pracę misyjną misjonarzy chrześcijańskich.
Do okresu Meiji, konpeitō były już uważane kulturowo za jeden ze standardów japońskich słodyczy – imię Wieszczki Cukrowej z baletu Dziadek do orzechów zostało przetłumaczone jako konpeitō no sei (jap. 金平糖の精; dosł. wróżka konpeitō). Konpeitō jest również standardowym podarunkiem podziękowania za przybycie, który jest darowany przez Dom Cesarski Japonii. Podarek konpeitō zapakowany jest w małym pudełku zwanym bonboniēru (jap. ボンボニエール), od francuskiego bonbonnière, czyli bombonierka.
Znaki 金平糖 (dosł. „złoty płaski cukier”) są ateji wybrane głównie dla ich wartości fonetycznej, a słowo może być także zapisane jako 金米糖 lub 金餅糖.

## Produkcja
Cukierki konpeitō mają wielkość zwykle od 5 do 10 mm w średnicy i są wytwarzane przez wielokrotne powlekanie syropem cukrowym rdzenia składającego się z kryształka cukru. Początkowo rdzeniem było nasiono. Proces ten jest dość podobny do procesu tworzenia drażetek z tą różnicą, że cukierki są tworzone poprzez nalanie syropu cukrowego i obracanie ich powoli w dużym ogrzewanym bębnie zwanym „dora”. Każde ziarenko cukru powiększa się w ciągu kilku dni przez ciągłe wirowanie, ogrzewanie i dodawanie syropu, stając się kulą pokrytą drobnymi wybrzuszeniami. Czas ich produkcji trwa zwykle od 7 do 13 dni i są one wytwarzane przez rzemieślników nawet obecnie.